# Чопко (приток Аганыли)
Чопко — река в Эвенкийском районе Красноярского края России, правый приток Аганыли (бассейн Хатанги). Длина реки — 129 км, площадь водосборного бассейна — 2140 км².
Исток реки находится на Анабарском плато, на высоте более 578 м над уровнем моря, к юго-западу от истока реки Илья. Течёт преимущественно в юго-западном и южном направлении. Русло участками заболочено. Протекает по незаселённой местности, сперва по горной тундре, затем на берегах преобладает лиственничная тайга. Впадает в Аганыли справа в 57 км от её устья, на высоте менее 174 м над уровнем моря. В нижнем течении ширина русла составляет 40 м при глубине 1,1 м, скорость течения — 0,6 м/с.
Основной приток — река Батагай (правый).

## Данные водного реестра
По данным государственного водного реестра России и геоинформационной системы водохозяйственного районирования территории РФ, подготовленной Федеральным агентством водных ресурсов:
- Бассейновый округ — Енисейский
- Речной бассейн — Хатанга
- Речной подбассейн — Котуй
- Водохозяйственный участок — Котуй
- Код объекта в государственном водном реестре — 17040200112117600015380[4].